# Возвращение сына
«Возвращение сына» — советский цветной художественный фильм 1977 года режиссёра Шарипа Бейсембаева, снятый на студии «Казахфильм».
Премьера фильма состоялась в марте 1979 года.
В СССР фильм посмотрели 3 500 000 зрителей.

## Сюжет
Во время войны русская женщина Евдокия надолго потеряла сына. Его вырастила и воспитала казашка Рабига. В Казахстане Сергей обрёл дом, близких, работу, семью. Сергей и не думал, что его биологическая мать Евдокия будет его искать. Через тридцать семь лет Евдокия разыскала сына. Тёплой и радушной была их встреча на казахской земле. Затем они вместе уехали на родину — Рабига настояла на этом: долг сына — быть с матерью, давшей ему жизнь… Сергей, взяв с собой младшего брата, в пути на родину столкнулся с различными препятствиями.
Евдокия, которая всю жизнь искала и нашла сына, вскоре умерла.

## В ролях
- Лидия Смирнова — Евдокия
- Бикен Римова — Рабига
- Виталий Гришко — Сергей
- Константин Воинов — Степаныч
- Юрий Горобец — Иван Петрович, председатель колхоза
- Сапаргали Жакишев — Сапар
- Евдокия Германова — Тоня
- Светлана Меньшикова — Вероника, продавщица
- Олеся Иванова — Ефросинья, мать Тони
- Анвар Боранбаев — Кокеш, брат Сергея
- Меруерт Утекешева — Салима, жена Сергея
- Торша Жабаев — Эсберген, отец Салимы
- Умирзак Асылбеков —  Айдас, старший брат Сергея
- У. Нусипжанов — Токеш, архитектор
- Михаил Васильев  — Петрович
- Александр Лебедев — сосед
- Ирина Мурзаева — бабушка Тони
- Константин Корольков — Михаил
- Миша Аранышев — Есболат
- Роза Аширбекова — Дарига, сестра Сергея
- А. Климов — Виктор
- Л. Гожева — соседка
- Рахметбай Телеубаев — Бойтат, чабан (нет в титрах)
- Павел Скороходов — сын Михалыча (нет в титрах)